# Aldeia Nova (Trancoso)
Aldeia Nova is een plaats (freguesia) in de Portugese gemeente Trancoso en telt 394 inwoners (2001).